# Alquerque

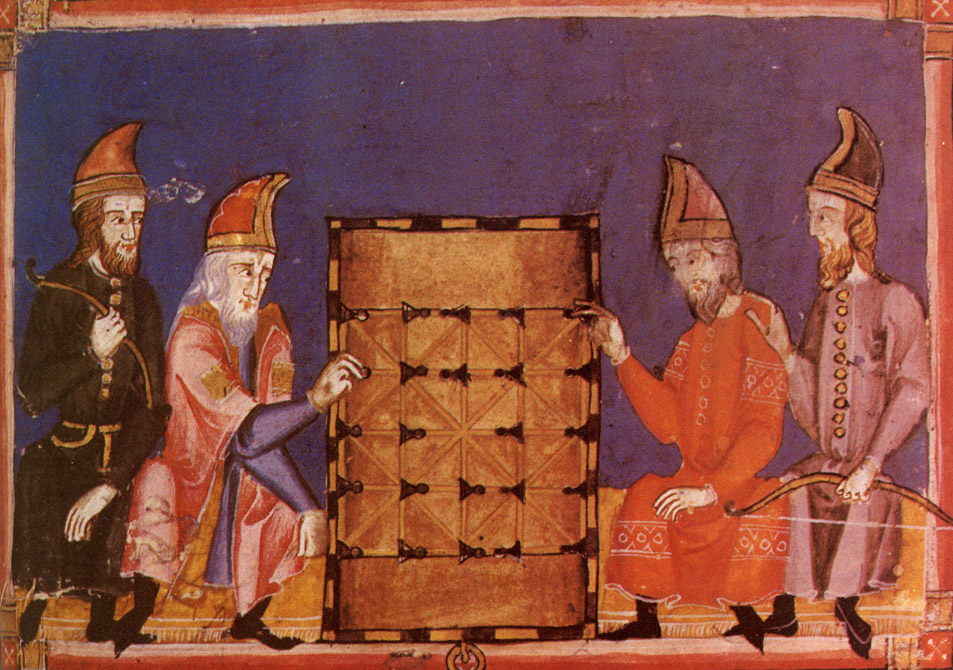
Alquerque dans le Libro de los juegos.

L'alquerque est un jeu de société populaire, très ancien et originaire du Moyen-Orient. Il est connu en Europe depuis le XIIIe siècle. Il est à la base du jeu actuel de dames. Le roi Alphonse X le Sage mentionne ce jeu dans son Libro de los juegos.
Le plateau de l'alquerque est également le même que celui du bagh chal népalais, ce n'est cependant très certainement qu'une coïncidence.

## Histoire
Le nom d'alquerque provient de l'arabe al qirkat que l'on retrouve dans le Kitab-al Agani ou Livre des Chansons,. Si l’on a cru un temps que ce jeu était connu dans l'Égypte antique, il a été démontré récemment qu’il ne peut en être ainsi, car les graffiti du temple effondré de Qurna ne peuvent être datés, et quelques indices plaident pour la période de l’Égypte romaine et byzantine. Amené par les Arabes dans la Péninsule Ibérique, il a fusionné avec le plateau des échecs et a donné naissance au jeu de dames.
La première mention du jeu dans la littérature date de la fin du Xe siècle, quand Abū al-Faraǧ al-Is̩fahānī en parle dans son ouvrage Kitab al-Aghani (arabe : كتاب الأغاني, Le livre des chansons),. Les règles les plus anciennes connues sont celles qui sont données au XIIIe siècle dans le Libro de axedrez, dados e tablas, d'Alphonse X de Castille.
Mais il est important de souligner que le Libro de axedrez, dados e tablas présente trois sortes d'alquerque :
- alquerque de tres, « mérelles à trois », jeu d'alignement (c'est le morpion ou tic-tac-toe) ;
- alquerque de nueve, « mérelles à neuf », jeu d'alignement (c'est le jeu du moulin) ;
- alquerque de doze, « mérelles à douze », jeu d'élimination directe, qui est le véritable ancêtre du jeu de dames.

## Règles
Le tableau (ou tablier) est formé par quatre carrés qui dessinent un autre carré plus grand, chacun d'eux avec les diagonales et les médiatrices horizontales et verticales marquées. On utilise 24 pions, 12 d'une couleur et 12 d'une autre.
On commence avec les pions posés comme indiqué sur la figure. Alternativement, les joueurs déplacent un de leurs pions sur une position vide adjacente, reliée par un trait. Au lieu de se déplacer, on peut aussi capturer (retirer des pions de l'adversaire) au moyen d'un saut par-dessus une pièce adverse. Les prises peuvent être enchaînées, toujours avec le même pion initial. Dans certaines versions, il est obligatoire de prendre quand c'est possible. Sinon l'adversaire vous souffle le pion qui aurait dû faire la capture (le pion est retiré du jeu).
Le gagnant est celui qui capture tous les pions de l'adversaire ou les empêche de se déplacer.
Ainsi dans la position ci-dessous, les Blancs ne peuvent plus se déplacer. Si c'est à leur tour de jouer ils perdent donc ; si c'est aux Noirs de jouer, ils gagnent en déplaçant leur pion du coin supérieur droit, redonnant ainsi l'initiative aux Blancs immobilisés.